# Związek gmin Leintal-Frickenhofer Höhe
Związek gmin Leintal-Frickenhofer Höhe – związek gmin (niem. Gemeindeverwaltungsverband) w Niemczech, w kraju związkowym Badenia-Wirtembergia, w rejencji Stuttgart, w regionie Ostwürttemberg, w powiecie Ostalb. Siedziba związku znajduje się w miejscowości Leinzell, przewodniczącym jego jest Ralph Leischner.
Związek zrzesza sześć gmin wiejskich:
- Eschach, 1 803 mieszkańców, 20,27 km²
- Göggingen, 2 438 mieszkańców, 11,38 km²
- Iggingen, 2 560 mieszkańców, 11,44 km²
- Leinzell, 2 084 mieszkańców, 2,10 km²
- Obergröningen, 464 mieszkańców, 5,86 km²
- Schechingen, 2 370 mieszkańców, 11,87 km²